# Iván Obolenski
El kniaz Iván Mijáilovich Obolenski (en ruso: Ива́н Миха́йлович Оболе́нский), o príncipe Juan Obolenski (1853 - 28 de febrero de 1910), fue un Teniente General Imperial Ruso.  Su mandato fue testigo de agitación revolucionaria tanto en Rusia como en el Gran Ducado de Finlandia. La Revolución rusa de 1905 resultó en una huelga general en Finlandia y el reemplazo de la feudal Dieta de Finlandia por el moderno Parlamento de Finlandia.

## Gobernador de Járkov
El 14 de enero de 1902 fue nombrado gobernador de Járkov. Se hizo famoso por su decisivo control de los disturbios campesinos a gran escala en el distrito de Valkovski, en la gobernación de Járkov, por lo que recibió la Orden de San Vladimiro, en la segunda clase.  La organización militante del socialdemócrata Partido Social-Revolucionario atentó contra su vida: el 29 de julio de 1902, en el Jardín de Tivoli de Járkov, Tomas Kachura le disparó tres veces con balas que habían sido emponzoñadas con estricnina, una bala sola hirió a Obolenski. Al ser detenido, Kachura se identificó como miembro de la Organización de Combate Social-Revolucionaria y afirmó que actuó por orden de ésta.

## Gobernador de Finlandia
Sirvió como Gobernador General de Finlandia entre el 18 de agosto de 1904 y el 18 de noviembre de 1905. Su predecesor Nikolái Bóbrikov fue asesinado en junio de 1904. Tan pronto como empezó su mandato como Gobernador General, recibió un telegrama de un desconocido, diciendo: "Te esperamos en un futuro cercano -stop- La temperatura aquí es de +200 °C -stop- Bóbrikov".

## Vida particular
Era miembro de una familia principesca Ruríkida, cuyos ancestros una vez gobernaron los Altos Principados. Su madre era una aristócrata rumana de nacimiento, Olga Sturdza, hija de Alexandru Sturdza (primo tercero del estadista ruso Alexandru Sturdza), gran tesorero del Principado de Moldavia, con Elena Ghika. Su padre fue Knyaz (Príncipe) Mijaíl Aleksándrovich Obolenski (1821-1886).
Murió en San Petersburgo el 27 de febrero ( 12 de marzo ) de 1910 . Fue enterrado en su finca cerca del pueblo de Ivanovka en la provincia de Simbirsk.